# Зверуго, Ярослав Генрихович
Зверуго Ярослав Генрихович (4 сентября 1928, м. Мядель — 4 августа 2011) — белорусский археолог, кандидат исторических наук.

## Биография
В 1947 году окончил Поставское педучилище. В 1949—1953 годах учился на историческом факультете Белорусского государственного университета.
Работал директором Сватковской школы, заведующим Мядельского районного отдела народного образования, заучем Молодечненского медучилища.
В 1964 году поступил в аспирантуру Института истории Академии наук БССР.
В 1971 году защитил диссертацию и получил учёную степень кандидата исторических наук.

## Научная деятельность
При раскопках г. Волковыска в 1965—1971 годов исследовал оборонительные постройки, надземные и полуземлянковые жилища XI—XIII веков, фундамент храма XII века. Доказал существование города за 250 лет до его первого упоминания в письменных источниках. Результаты археологических исследований изложил в монографии под названием «Древний Волковыск (X—XIV вв.)», которая была издана в 1975 году.
На протяжении нескольких лет Ярослав Зверуго проводит раскопки средневековых памятников бассейна Верхнего Немана — курганых захоронений, каменных курганов и могил, древних селищ и городищ. Собранный материал Ярослав Зверуго обобщил в монографии «Верхнее Понеманье в IX—XIII вв.». В книге использовал исследования предыдущих учёных, а также многочисленные документальные источники. Показал, что процесс колонизации местных балтских племён происходил со стороны земель дреговичей, волынян, кривичей, древлян и в меньшей степени — западнославянских племён. В книге отобразил материальную и духовную культуру жителей Понеманья, их интенсивные связи с соседними территориями.
Много внимания учёный уделял Мядельскому району. Он исследовал городище и селище на полуостраве озера Мястро в Мяделе, городищев посёлку Свирь, селища возле деревень Засвирь, Никольцы, курганные могильники возле деревень Засвирь, Навры. Исследовал городища возле деревень Островляны, Бояры, Денисово, Перегородь, Слобода, Теляки, Шиковичи; селища возле деревень Островляны, Денисово, Корки, Курчино, Пасынки, Перегородь, Скары, Слобода; курганные могильники возле деревень Алешки, Гуски, Корки, Нагавки, Неверы, Полесье, Слобода, Старинки, Шкленики и пр.
Ярослав Генрихович Зверуго сделал значительный вклад в изучение древних городов Беларуси: Гродно, Здитово (Березовский район), Лиды, Слонима, Турийска (Щучинский район).
Ярослав Зверуго подготовил ряд артикулов в 12-томной «Беларускай Савецкай Энцыклапедыі», «Зборы помнікаў гісторыі і культуры Беларусі», энциклопедии «Археалогія і нумізматыка Беларусі». Был одним из автором коллективных работ «Очерки по археологии Белоруссии. Ч. 2» (Мн., 1972) и «Белорусская археология : достижения археологов за годы Советской власти» (Мн., 1987).